# Aleksander Edelstein
Aleksander Abraham Edelstein (ur. 1840, poległ 4 grudnia 1863 w bitwie pod Sprową)
Syn lekarza z Łomży, student Uniwersytetu Kijowskiego i Akademii Medyko-Chirurgicznej w Warszawie. Uczestnik manifestacji patriotycznych 1861-1862.
Po wybuchu powstania styczniowego służył jako oficer pod rozkazami generała Ludwika Mierosławskiego, płk. Mieleckiego. Walczył w bitwach: 19 lutego 1863 pod Krzywosądzą, 21 lutego 1863 pod Nową Wsią. 2 marca 1863 po klęsce pod Dobrosołowem, schronił się w Poznańskiem, gdzie został aresztowany i osadzony w Poznaniu, skąd udało mu się zbiec. Po powrocie do powstania walczy pod rozkazami Błaszczyńskiego, a następnie Chmieleńskiego. Bił się pod Przedborzem, Rudnikami, Górami. Awansowany przez gen. Hauke-Bosaka do stopnia rotmistrza.
Poległ w boju pod Sprową 4 grudnia 1863 – pochowany w mogile Powstańców Styczniowych we wsi Goleniowy przy ulicy Wschodniej.